# Juraj Dobrila
Juraj (Giorgio) Dobrila (Ježenj, 1812. március 16. – Trieszt, 1882. január 13.) befolyásos római-katolikus horvát püspök, Isztria jótevőjeként vált ismertté.

## Életrajza
Dobrila Veli Ježenj falvában született, Tinjanština régióban, Közép-Isztriában, az akkor a Habsburg Birodalomhoz tartozó Horvátországban. Tanulmányait Gorizia és Károlyváros városaiban végezte.
1837-ben lett pap. 1839-től teológiát tanult az Augustineum-ban, Bécsben, ahol 1842-ben végzett. Ezek után Trieszt káplánja és egy ottani lány-gimnázium igazgatója lett.
Az 1848-as forradalmak alatt Dobrila a Slavjansko društvo ("Szláv társaság") tagja lett. Támogatta az iskolákban és a köznapokban a szláv nyelvek bevezetését, biztatta Horvátország parasztjait arra, hogy anyanyelvükön is merjenek olvasni, ne csak az olasz földesurakén.
Dobrila végrendeletében minden vagyonát jótékonysági célokra ajánlotta fel. Halála óta arcképe megjelent a horvát 10 kunáson, és két középiskolát is róla neveztek el.

## Emlékezete
A 10 kunás bankjegyre 1993-ban az ő képét nyomtatták.

## Külső hivatkozások
- Juraj (Giorgio) Dobrila az istrianet.org-n
- Juraj Dobriláról az egyik róla elnevezett gimnázium honlapján, Pazin

1. 1 2  Hrvatski biografski leksikon (horvát nyelven). Croatian Biographical Lexicon , 1983
2. 1 2  Proleksis enciklopedija (horvát nyelven). Proleksis Encyclopedia
3. 1 2  Dalibor Brozović: Hrvatska enciklopedija (horvát nyelven). Horvát Enciklopédia . Miroslav Krleža Lexicographical Institute, 1999
4. ↑  Francia Nemzeti Könyvtár: BnF-források (francia nyelven)
5. ↑  Istrapedia (horvát nyelven)